# گلیم قوبا
گلیم قوبا از گلیم‌های دستباف مردم قفقاز است.
این گلیم‌ها معمولاً با ترنج‌های بزرگ انتزاعی دندانه دار و ترکیبی زیبا طراحی می‌شوند. گلیم‌های دیگر دارای یک ترنج مرکزی قلاب شکل است که در تمام طول گلیم به طرف قسمت تحتانی آن امتداد می‌یابد. ترنج‌های قلاب دار متعدد و جسورانه و طرح‌های حاشیه‌ای از مشخصات دست بافته‌های قوبا است.
حاشیه‌ها در این ترکیب بندی‌ها با نگاره‌های مکرر کامل می‌شود و قسمت‌هایی از گلیم ساده باقی می‌ماند. کلاً گلیم‌های قوبا نسبت به دیگر گلیم‌های قفقاز از تنوع بیشتری در ترکیب بندی برخوردار است و رنگ‌بندی از تیره به ملایم تغییر می‌کند.
بافت چاکدار در تمام این دست بافت‌ها به کار می‌رود.

## ویژگی‌های گلیم قوبا
ترنج‌های قلاب دار متعددو جسورانه و طرح‌های حاشیه‌ای از مشخصات دست بافته‌های قوبا است.
این گلیم‌ها معمولاً با ترنج‌های بزرگ انتزاعی دندانه دار و ترکیبی زیبا طراحی می‌شوند و اکثر بافندگان قوبا به این نوع ترکیب بندی علاقهٔ بیشتری دارند.
گلیم‌های دیگر دارای یک ترنج مرکزی قلاب شکل است که در تمام طول گلیم به طرف قسمت تحتانی آن امتداد می‌یابد.
حاشیه‌ها در این ترکیب بندی‌ها با نگاره‌های مکرر کامل می‌شود و قسمت‌هایی از گلیم ساده باقی می‌ماند. کلاً گلیم‌های قوبا نسبت به دیگر گلیم‌های قفقاز از تنوع بیشتری در ترکیب بندی برخوردار است و رنگ‌بندی از تیره به ملایم تغییر می‌کند.
بافت چاکدار در تمام این دست بافت‌ها به کار می‌رود.
به کار بردن رنگ آبی تیره این احساس را به بیننده می‌دهد که ترنج‌ها در متن شناور است. این خطای دید باوجود حاشیه‌های دندانه دار تشدید می‌شود.
گاهی نیز در بعضی از این گلیم‌ها بر خلاف قسمت مرکزی، حاشیه‌ها به علت به‌کارگیری طرح‌های بیش اندازه بزرگ بسیار سنگین به نظر می‌رسد.
علت تمایز گلیم‌های قوبا به کار رفتن دو نوع ترنجی است که که تشخیص آن را از سایر گلیم‌ها راحت‌تر می‌کند.

## طرح متن
این گلیم در زمینه خود دارای ترنج‌های لوزی شکل قلاب مانند و ترنج‌های مستطیل شکل قلاب مانند است.

## حاشیه‌ها
این گلیم دارای حاشیه‌های باریک است که دارای تزیینات زیادی است.

## اندازه و شکل
معمولاً این گلیم‌ها بزرگ و مستطیلی و بعضی نیز کوچک و مستطیلی هستند.

## مواد اولیه و بافت
این گلیم‌ها معمولاً با پشم ظریف بافته می‌شوند و باقت آن چاکدار ظریف است.

## رنگ
رنگ به کار رفته در این گلیم‌ها معمولاً قرمز مایل به آبی، قرمز روناسی، آبی نیلی، سبز، زرد، قهوه‌ای، سیاه، سفید معمولاً استفاده شده‌است و در گلیم‌های جدیدتر از رنگ‌های نارنجی و شیمیایی استفاده شده‌است.

## ریشه‌ها و شیرازه‌ها
ریشه‌های به کار رفته در این گلیم معمولاً یکدست و شیرازه‌های به کار رفته نیز یکدست، با تارهای ضخیم‌تر خارجی است.

## وجه تسمیه
شهر قوبا مرکز استانی در شمال جمهوری آذربایجان است.